# Phycodes radiata
Phycodes radiata is een vlinder uit de familie Brachodidae. De wetenschappelijke naam van de soort is voor het eerst geldig gepubliceerd in 1808 door Ferdinand Ochsenheimer.